# 井野口一美
井野口 一美（いのぐち かずみ、1955年7月8日 - ）は、日本の女優。本名同じ。
東京都出身。身長158cm、体重52kg。

## 来歴・人物
千代田女学園高等学校在学中より、女優として活動。俳協研究所を経て、東京俳優生活協同組合に所属。
1970年代にテレビドラマ中心にで活動し、ひろみプロ制作の特撮ドラマ『サンダーマスク』（日本テレビ）ではヒロイン役でレギュラー出演した。
特技は、ピアノ演奏。

## 出演

### テレビドラマ
- 荒野の素浪人（1972年、NET）
- 弥次喜多隠密道中 第26話「恐怖の銅山 宇和島」（1972年、NTV） - お八重
- サンダーマスク（1972年 - 1973年、NTV） - 高瀬まゆみ
- 荒野の用心棒（1973年、NET）
  - 第6話「鮮血は魔の谷を染めて…」
  - 第11話「タ武器なき闘いに怒りをこめて…」
- 特別機動捜査隊 第658話「はみだした青春」（1974年、NET）
- 太陽にほえろ! 第128話「夢見る人形たち」（1974年、NTV）
- 愛のサスペンス劇場 / 誘拐（1976年、NTV）

### 映画
- 女の子の躾け方（1972年、学研映画）